# Jan-Erling Bäckvall

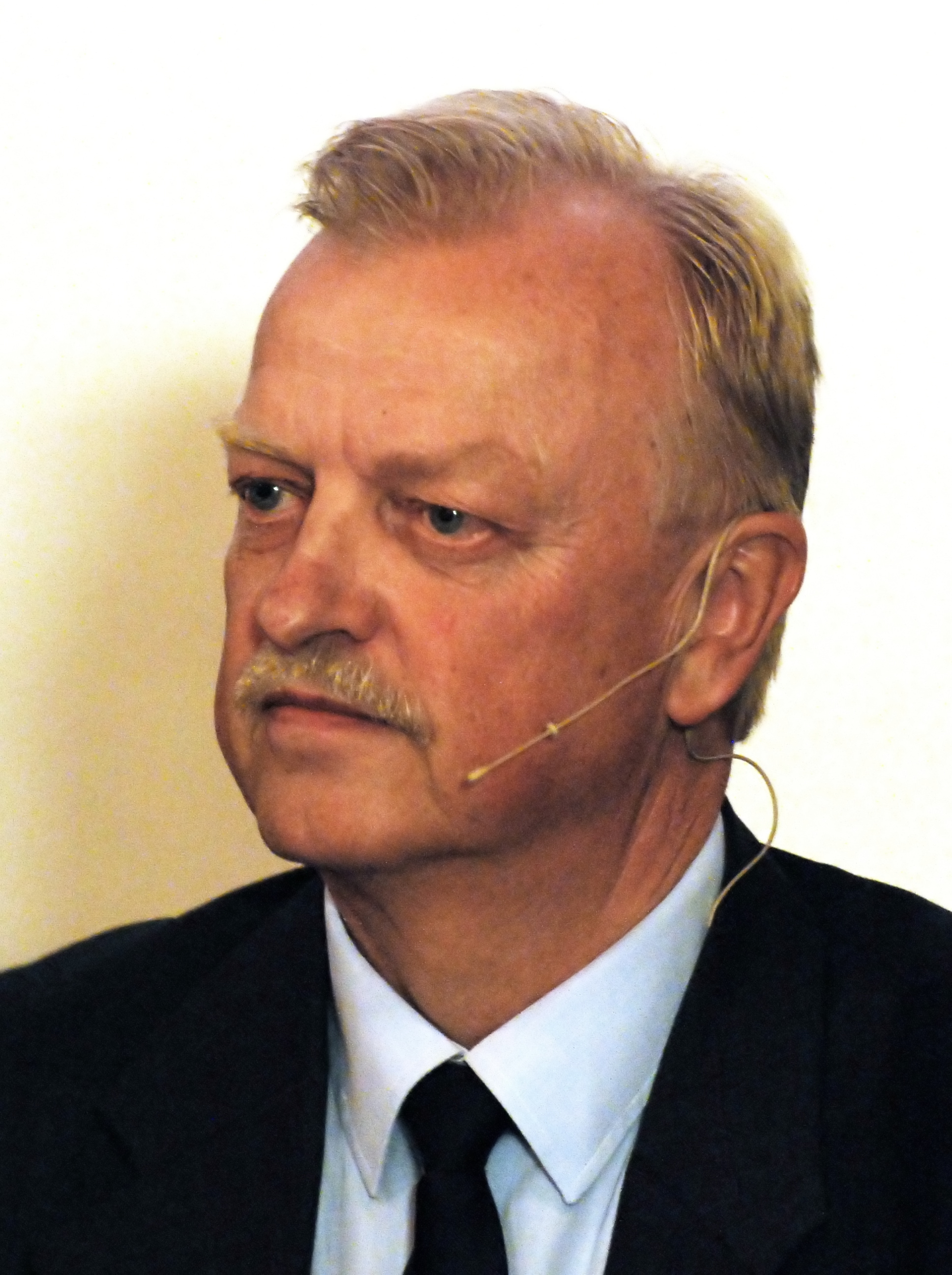
Jan-Erling Bäckvall

Jan-Erling Bäckvall, född 1947 i Malung, är en svensk kemist.
Han disputerade 1975 vid Kungliga Tekniska högskolan (KTH) under handledning av Björn Åkermark. Efter att 1975-1976 ha varit postdoc hos K. Barry Sharpless vid Massachusetts Institute of Technology återkom han till KTH som forskare. Han utsågs 1986 till professor i organisk kemi vid Uppsala universitet och bytte 1997 till samma ämne vid Stockholms universitet.
Bäckvall är ledamot av Kungliga Vetenskapsakademien och, sedan 1996, Finska Vetenskapsakademien.